# كورتيس د. ماكدوغال
كورتيس د. ماكدوغال (بالإنجليزية: Curtis D. MacDougall)‏ هو صحفي أمريكي، ولد في 1903، وتوفي في 1985.